# Fullarton River
Der Fullarton River ist ein Fluss im Norden des australischen Bundesstaates Queensland. Er führt nicht ganzjährig Wasser, sondern nur zur Regenzeit.

## Geografie

### Flusslauf
Der Fluss entspringt an den Nordosthängen des Kays Peak nördlich der Selwyn Range und fließt nach Nordosten. Er unterquert den Landsborough Highway und rund 50 Kilometer weiter den Flinders Highway. Danach verläuft der Fullarton River fast parallel zum Gilliat River und mündet schließlich bei Sedan Dip in diesen, nachdem er auch noch die Wills Development Road unterquert hat.
In seinem Unterlauf bildet der Fullarton River eine breite Flussaue aus, in der er in vielen Kanälen parallel läuft.

### Nebenflüsse mit Mündungshöhen
- Scrubby Creek – 106 m[1]